# Sutla

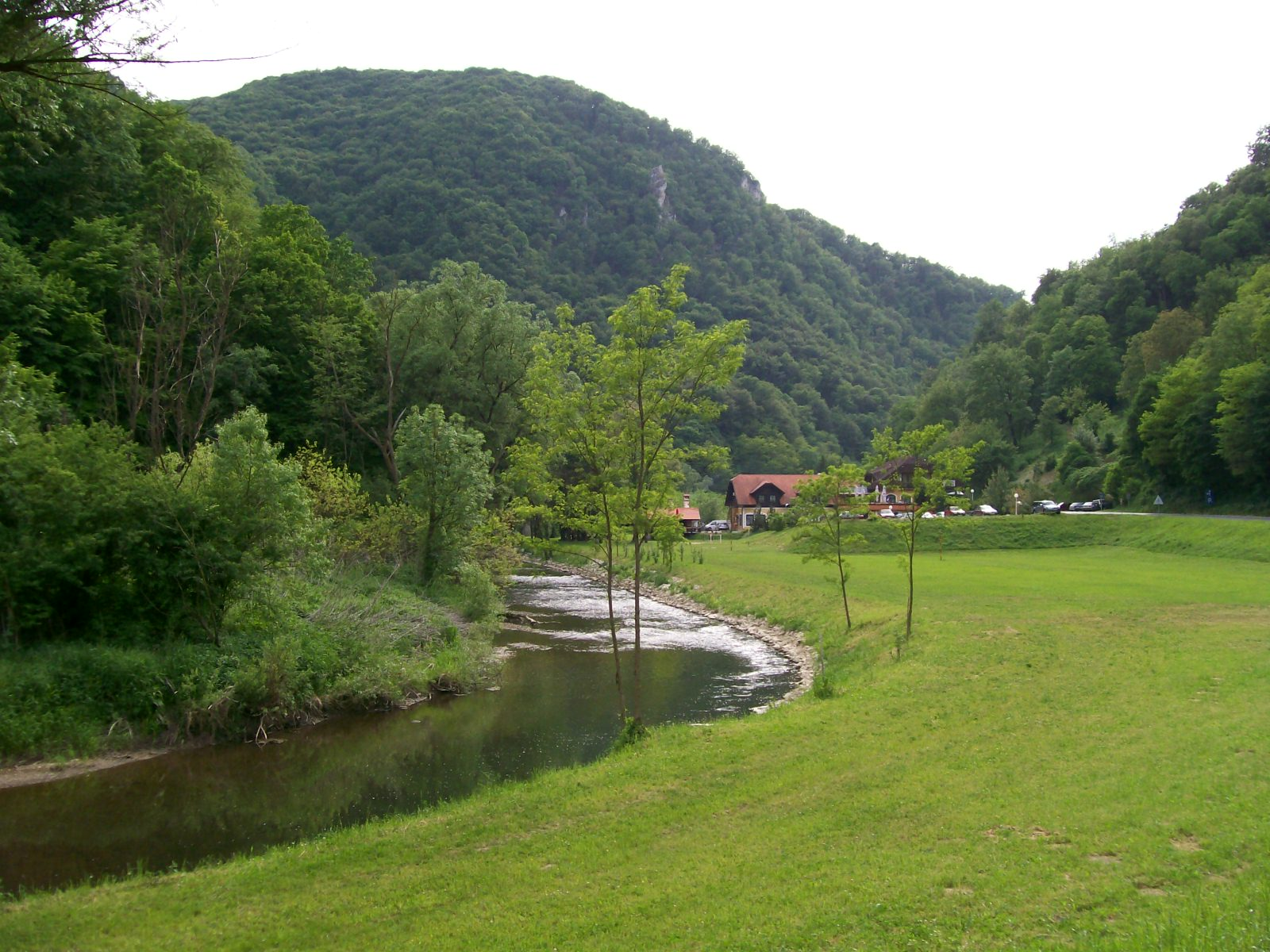
Sutla, vid Zelenjak

Sutla (slovenska: Sotla) är en gränsflod mellan Kroatien och Slovenien. Den har sin källa vid berget Maceljska Gora i Slovenien och rinner ut i Sava vid Savski Marof i Kroatien.